# Mafalda Rodiles
Mafalda Susana Rodiles Soares Correia Pinto, conhecida como Mafalda Rodiles e, até 2011, como Mafalda Pinto (Lisboa, 10 de fevereiro de 1983), é uma influenciadora digital e actriz portuguesa.

## Biografia
Nascida em Portugal. Foi estudante universitária do Curso de Gestão de Empresas da Universidade Nova de Lisboa .

## Carreira
Estreou-se como atriz na série juvenil Morangos com Açúcar, com a personagem Carlota Antunes, com a qual se popularizou. Apresentou depois o talk show 6Teen (SIC Mulher, 2005), ao lado de Joana Dias e Raquel Strada.
Participou em várias ações publicitárias e fez vários spots para marcas como Modelo, Continente, Feira Nova, Crédito Predial Português, Body in Balance Centre, entre outras. Atualmente, Mafalda Pinto tem um canal no YouTube e é responsável pelo projeto Seja Feliz Sem Dietas

## Outras atividades
Em meados da década de 2020, Mafalda Rodiles passou a trabalhar como consultora imobiliária e doula. Atualmente, Rodiles trabalha também em vendas diretas, promovendo os adesivos x39, da empresa LifeWave, que se baseiam em pseudociência. Em 2025, esta última atividade valeu a Rodiles - em conjunto com a LifeWave e outra figura pública portuguesa, Rita Mendes - uma nomeação para os prémios satíricos Unicórnio Voador, da Comcept, na categoria O Rei Vai Nu, alegando a Comcept que os adesivos em questão "[se tornaram] na nova reencarnação das pulseiras do equilíbrio, alegando vários benefícios de saúde com base numa suposta tecnologia de luz e “nanocristais”. 

## Vida pessoal
Em 2011, mudou-se para o Rio de Janeiro, passando a assumir o nome Mafalda Rodiles. Foi casada com o diretor de novelas brasileiro Edgard Miranda, com quem tem dois filhos, Mel e Martim. Em 2019, separa-se e regressa a Portugal.
Em maio de 2022, assumiu estar num relacionamento com Gustavo Santos.

## Carreira

### Televisão
- 2000 - Ajuste de Contas - Cliente [2]
- 2004/2005 - Morangos com Açúcar - Carlota Antunes [2]
- 2005 - Inspector Max - Marisa [2]
- 2006 - Uma Aventura - Andreia [2]
- 2006 - Tempo de Viver - Catarina [2]
- 2006 - Floribella - Lúcia Ramalho [2]
- 2007 - Ilha dos Amores - Lisa Pinheiro [2]
- 2008 - Casos da Vida: A Cor dos Dias - Joana [2]
- 2008 - Casos da Vida: Caso Mariana - Carolina [2]
- 2008/2009 - Feitiço de Amor - Verónica Santos [2]
- 2009/2010 - Ele é Ela - Mónica [2]
- 2010 - O Dez - Sara [2]
- 2010 - Tempo Final - Paula [2]
- 2010/2011 - Mar de Paixão - Gabriela [2] [17]
- 2017 - Sem Volta - Bel (participação especial) [18]
- 2021 - Amar Demais - Liliana Alves [7]
- 2021 - A Lista - Francisca Rodrigues

### Cinema
- 2015 -  Meu Passado Me Condena 2  - Ritinha